# 集帖

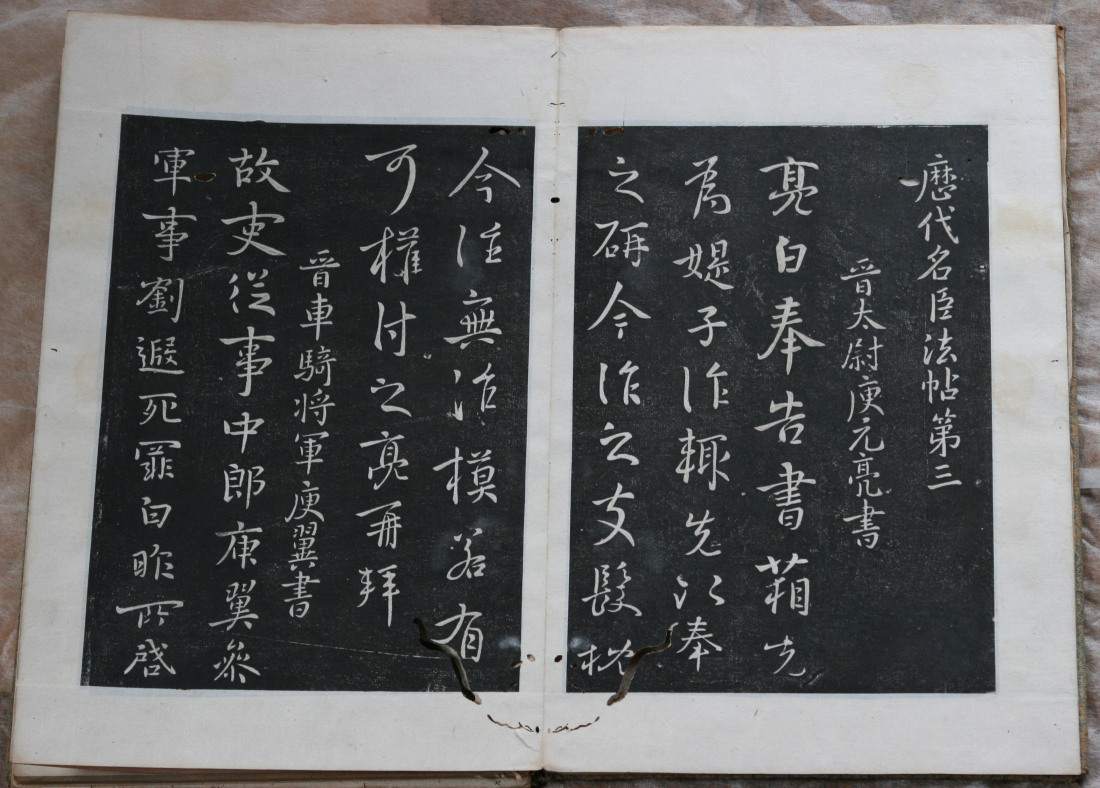
『淳化閣帖』

集帖（しゅうじょう）は、複数の書人の名跡を集めて石や木などに刻した法帖のこと。単帖（一つの作品を刻した法帖）や専帖（一人だけの筆跡を集めた法帖）に対していう。

## 概要
集帖の起源については種々の説があるが、南唐の李後主の『昇元帖』・『澄清堂帖』が集帖の祖といわれている。以後、数多くの集帖が編されているが、その大部分は行書・草書の書簡である。宋の『淳化閣帖』、明の『停雲館帖』・『余清斎帖』、清の『三希堂法帖』などが著名である。
集帖界の王者として君臨する『淳化閣帖』10巻には二王の書が半分の5巻を占めており、法帖の主流は王法であった。明代には多くの名跡が集刻され、顔真卿をはじめ、宋・元の書も刻されるようになった。そして、これらが清の『三希堂法帖』に集大成される。特に明から清にかけて法帖が全盛の時代であり、これを研究する帖学が興って法帖から学書する方法が一般化し、清代中期まで学書の主流になるなど、書道文化の発展に大いに寄与した。また、明の中期から経済的発展を遂げた江南で大収蔵家が出現し、家蔵の名品をもとに刻させた。これにともない法帖制作を専業とする優れた刻者なども現れた。

## 集帖
以下に代表的な集帖を挙げる。魏・晋の筆跡が中心であるが、宋・元の真跡からの上石も多い。
| 時代 | 刊行年          | 名称                                 | 巻数   | 作者   |
| ---- | --------------- | ------------------------------------ | ------ | ------ |
| 南唐 | 不詳            | 昇元帖                               | 不詳   | 李後主 |
| 南唐 | 不詳            | 澄清堂帖                             | 不詳   | 李後主 |
| 宋   | 992年           | 淳化閣帖                             | 10     | 太宗   |
| 宋   | 1060年頃        | 絳帖（こうじょう）                   | 20     | 潘師旦 |
| 宋   | 1109年          | 大観帖                               | 10     | 徽宗   |
| 宋   | 不詳            | 群玉堂帖（ぐんぎょくどうじょう）     | 10     | 韓侂冑 |
| 明   | 1416年          | 東書堂帖（とうしょどうじょう）       | 10     | 朱有燉 |
| 明   | 1489年          | 宝賢堂帖（ほうけんどうじょう）       | 12     | 朱奇源 |
| 明   | 1522年          | 真賞斎帖                             | 3      | 華夏   |
| 明   | 1560年          | 停雲館帖                             | 10と12 | 文徴明 |
| 明   | 1585年          | 宝翰斎帖（ほうかんさいじょう）       | 16     | 茅一相 |
| 明   | 1592年？        | 来禽館帖（らいきんかんじょう）       | 不詳   | 邢侗   |
| 明   | 1596年          | 余清斎帖                             | 8      | 呉廷   |
| 明   | 1602年 - 1610年 | 墨池堂選帖（ぼくちどうせんじょう）   | 5      | 章藻   |
| 明   | 1603年          | 戯鴻堂帖                             | 16     | 董其昌 |
| 明   | 1611年          | 鬱岡斎帖                             | 10     | 王肯堂 |
| 明   | 1612年          | 玉煙堂帖                             | 24     | 陳瓛   |
| 明   | 1619年頃        | 秀餐軒帖                             | 4      | 陳息園 |
| 清   | 1630年以後      | 渤海蔵真帖（ぼっかいぞうしんじょう） | 8      | 陳瓛   |
| 清   | 1641年以後      | 快雪堂法書（かいせつどうほうしょ）   | 5      | 馮銓   |
| 清   | 1672年          | 職思堂帖（しょくしどうじょう）       | 8      | 江湄   |
| 清   | 1675年          | 翰香館法書（かんこうかんほうしょ）   | 10     | 劉鴻臚 |
| 清   | 不詳            | 秋碧堂帖                             | 8      | 梁清標 |
| 清   | 不詳            | 聴雨楼帖                             | 4      | 周於礼 |
| 清   | 1747年          | 三希堂法帖                           | 32     | 乾隆帝 |
| 清   | 1754年          | 墨妙軒帖（ぼくみょうけんじょう）     | 4      | 乾隆帝 |
| 清   | 1790年頃        | 経訓堂帖（けいくんどうじょう）       | 12     | 畢沅   |
| 清   | 1830年          | 筠清館帖                             | 6      | 呉栄光 |
| 清   | 1892年          | 鄰蘇園帖                             | 12     | 楊守敬 |

### 昇元帖
『昇元帖』（しょうげんじょう）は、集帖の祖といわれるものであるが、早くに亡失している。李後主が徐鋐に命じて刻させたものである。

### 澄清堂帖
『澄清堂帖』（ちょうせいどうじょう）は、李後主が刻したものと伝えられるが、時代には種々の説がある。明の中ごろ世に現れた。王羲之の書が精刻されてあり、また『淳化閣帖』にない刻があるので尊ばれている。現在は、宋時代の拓本とされている残本数冊と、残本をもとにして『来禽館帖』・『戯鴻堂帖』・『玉煙堂帖』などで重刻されているものが伝わるのみである。

### 淳化閣帖
『淳化閣帖』（じゅんかかくじょう、『閣帖』とも）10巻は、太宗の勅命によって淳化3年（992年）に完成した。翰林侍書の王著が勅命を奉じて、内府所蔵の書跡を編したものと伝承されている。王著は完成前に亡くなっているので編者への疑問もある。拓本としては極少数下賜されただけで、初版の原版が焼失したらしいので、多数の再版が後世まで制作された。有名な再版としては明時代に制作された顧氏本、潘氏本、粛府本、清時代の陝西本、乾隆帝による欽定重刻淳化閣帖などがある。
10巻の内容は次のとおりである。
1. 歴代帝王の書（後漢の章帝以下21人）
2. 歴代名臣の書（漢から晋までの19人）
3. 歴代名臣の書（晋・宋・斉の31人）
4. 歴代名臣の書（梁・陳・唐の17人）
5. 諸家の書（古代から唐までの17家）
6. 王羲之の書
7. 王羲之の書
8. 王羲之の書
9. 王献之の書
10. 王献之の書

この集帖の所収は、漢・魏・六朝・唐までの広範囲に及ぶ。ただし、真偽の疑わしいものも含まれているという。

### 大観帖
『大観帖』（たいかんじょう）10巻は、徽宗が大観3年（1109年）、竜大淵・蔡京らに命じて『淳化閣帖』を訂正、削除、補刻させたもの。毎巻末に蔡京が標題として、「大観三年正月一日奉聖旨模勒上石」と書いている。『淳化閣帖』の板がひび割れし、また王著の記述に誤りが多かったため訂正し、偽跡の明白なものを削除した。さらに内府所蔵の書跡を出して補刻させた。しかし、靖康元年（1126年）に靖康の変があったため、拓本の伝わるものが極めて少ない。

### 真賞斎帖
『真賞斎帖』（しんしょうさいじょう）3巻は、大収蔵家の華夏（か か、字は中甫）が嘉靖元年（1522年）に家蔵の『万歳通天進帖』などの優品を刻して刊行したもの。最初木に刻したが火災で焼失し、石に刻しなおした。文徴明が鉤摹し、章簡父が刻し、紙墨も精良で、明代第一の法帖との評価もある。上中下3巻の内容は次のとおりである。
- 上巻…鍾繇の『薦季直表』
- 中巻…王羲之の『袁生帖』
- 下巻…『万歳通天進帖』

万歳通天進帖
『万歳通天進帖』（ばんざいつうてんしんじょう）とは、王氏一族の書簡を唐人が模したものである。王羲之の子孫の王方慶（おう ほうけい）が万歳通天2年（697年）、同家に伝わる王羲之および一門の書を則天武后に献上した。武后はその模本を作らせ真跡は返還している。しかし、真跡は失われ、模本の一部のみが遼寧省博物館に現存する。『真賞斎帖』・『停雲館帖』・『三希堂法帖』に刻入され、内容は、王羲之の『姨母帖』（いぼじょう）・『初月帖』（しょげつじょう）、王献之の『廿九日帖』（にじゅうくにちじょう）、王慈の『柏酒帖』（はくしゅじょう）などが著名である。。

### 停雲館帖
『停雲館帖』（ていうんかんじょう）は、文徴明父子が嘉靖16年（1537年）に第1巻を作り、以後、名跡を得るごとに順次模刻し、20年間で完成した。10巻本と12巻本の2種があるが、12巻本は徴明没後、祝允明・文徴明の2巻が加えられたものである。その10巻の内容は次のとおりである。
1. 晋唐小楷
2. 『万歳通天進帖』、嵆康『絶交書』（李懐琳臨）
3. 孫過庭『書譜』
4. 懐素『千金帖』など唐人の書
5. 宋人の書
6. 宋人の書
7. 宋人の書
8. 元人の書
9. 元人の書
10. 明人の書

第1巻の王羲之の小楷を除く他は、文徴明とその子（文彭と文嘉）が真跡から鉤模し、章簡父などの名手に刻させたという。模者・刻者ともに精良なため、明代を代表する名帖とされている。

### 余清斎帖

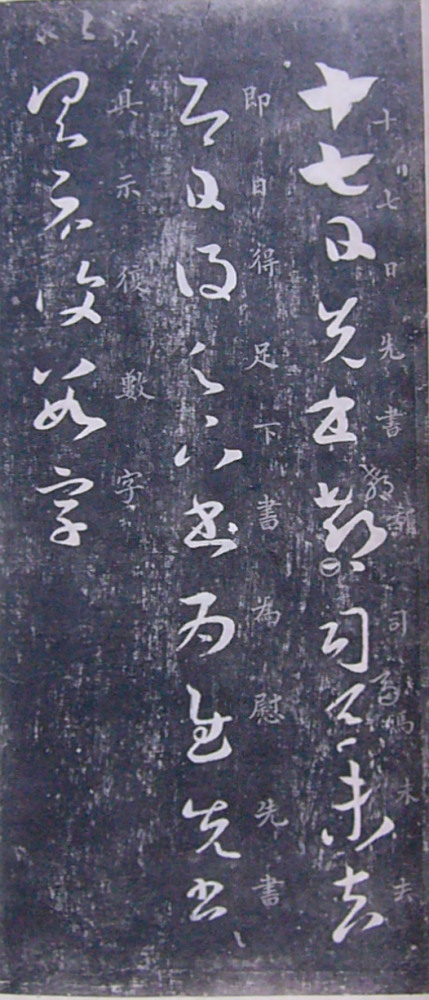
『十七帖』（余清斎帖本、部分）王羲之

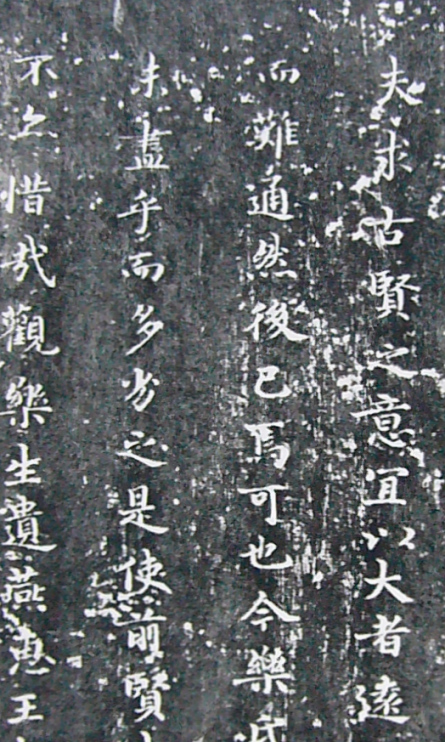
『楽毅論』（余清斎帖本、部分）王羲之

『余清斎帖』（よせいさいじょう）8巻（正続2集、24巻とも）は、書画商人の呉廷（ご てい）が万暦24年（1596年）に作成した。呉廷自身が所蔵した王羲之から米芾までの諸帖を刻したもので、その8巻の内容は次のとおりである。
1. 王羲之『十七帖』
2. 王羲之『張金界奴本蘭亭序』・『楽毅論』・『黄庭経』など
3. 王羲之『行穣帖』、王献之『鴨頭丸帖』・『洛神賦十三行』など
4. 王珣『伯遠帖』、王献之『中秋帖』など
5. 王羲之『胡母帖』、謝安『六十五字帖』など
6. 孫過庭『草書千字文』、顔真卿『祭姪文稿』
7. 蘇軾『赤壁賦』、米芾『千字文』
8. 米芾『評紙帖』など

『十七帖』以外は多く真跡から刻したという。刻者は楊明時などによる名帖である。

### 戯鴻堂帖
『戯鴻堂帖』（げこうどうじょう）16巻は、董其昌が万暦31年（1603年）に作成した。晋唐宋元の名品を集めたもの。

### 鬱岡斎帖
『鬱岡斎帖』（うっこうさいじょう、『鬱岡斎墨妙』とも）10巻は、王肯堂（おう こうどう）が万暦39年（1611年）に作成した。鍾繇・王羲之から蘇軾・米芾まで、晋唐宋の名品を集めたのも。刻者は、管駟卿という名手で、明代の集帖中、第一の精拓といわれる。

### 玉煙堂帖
『玉煙堂帖』（ぎょくえんどうじょう）24巻は、陳瓛（ちん けん）が万暦40年（1612年）に刻したもので、漢・魏より宋・元に至る名跡が集刻されている。刻は精巧さに欠くが他帖に見られない作品が含まれ貴重である。

### 秀餐軒帖
『秀餐軒帖』（しゅうさんけんじょう）4巻は、陳息園（ちん そくえん）が万暦47年（1619年）頃に作成した。魏晋から南宋の張即之までを集めたもの。

### 秋碧堂帖
『秋碧堂帖』（しゅうへきどうじょう、『秋碧堂法書』とも）8巻は、収蔵家の梁清標（りょう せいひょう、1620年 - 1691年）が自身の蔵する陸機『平復帖』から趙孟頫『洛神賦』までの真跡から模入した。刻手は尤永福である。内容の良さと精刻をもって著名であり、特に『平復帖』と『張金界奴本蘭亭序』があるので名高い。刊行年は不詳。

### 聴雨楼帖
『聴雨楼帖』（ちょううろうじょう）4巻は、清の周於礼（しゅう おれい、1692年 - 1750年）が作成した。褚遂良・顔真卿、宋の四大家などの作品が刻入されている。刊行年は不詳。

### 三希堂法帖
『三希堂法帖』（さんきどうほうじょう、正式には『三希堂石渠宝笈法帖』）32巻は、乾隆12年（1747年）に乾隆帝の勅命を奉じて梁詩正（りょう しせい、1697年 - 1763年）らが魏の鍾繇から明の董其昌に至る歴代名人の筆跡を刻した。その原石は495石に上る。精刻であり、紙墨ともによい。続帖として、『墨妙軒帖』がある。
三希堂とは紫禁城・内廷西側の養心殿内にある建物の号で、乾隆帝が命名した。その由来は、乾隆帝が王羲之の『快雪時晴帖』、王献之の『中秋帖』、王珣の『伯遠帖』の3帖を得て、これを希世の珍宝としてその室中に蔵したことによる。

### 筠清館帖
『筠清館帖』（いんせいかんじょう）6巻は、清の呉栄光（ご えいこう、1773年 - 1843年）が道光10年（1830年）に、収蔵する晋梁唐宋元の名跡を刻したもの。呉栄光は収蔵に富み、碑帖3000本近く有していたという。他帖にない珍しいものもかなりあり、清代の刻帖としては有数のものである。6巻の内容は次のとおり。
1. 晋梁書
2. 唐君臣書
3. 宋君臣書
4. 宋人書
5. 元人書
6. 元人書

### 鄰蘇園帖
『鄰蘇園帖』（りんそえんじょう）12巻は、楊守敬が光緒18年（1892年）から作成した。日本の『風信帖』なども刻入されている。